# Нарковойны
«Нарковойны: История Камарена» (англ. Drug Wars: The Camarena Story) — телевизионный мини-сериал 1990 года, снятый по книге Элейн Шеннон «Отчаянные» и одноимённой статье в журнале Time. Сериал снял Брайан Гибсон, главные роли исполнили Стивен Бауэр, Мигель Феррер, Бенисио Дель Торо, Трит Уильямс и Крэйг Т. Нельсон. Сериал вышел на канале NBC. Позже было снято продолжение — «Нарковойны: Кокаиновый картель» с Деннисом Фарина главной роли.
Четыре актёра из сериала позже сыграли в фильме Стивен Содерберга «Траффик», в котором также был показан процесс нелегального оборота наркотиков. При этом Стивен Бауэр и Мигель Феррер в сериале играли агентов DEA, а Бенисио Дель Торо и Эдди Велез — наркоторговцев; в фильме же «Траффик» Бауэр и Феррер играли наркоторговцев, Велез и Дель Торо — агента DEA и честного мексиканского полицейского соответственно.

## Сюжет
Сериал основан на реальных событиях, и рассказывает о тайном агенте DEA Энрике Камарене (Стивен Бауэр), который работая в Гвадалахаре, провёл крупное расследование по делу о продаже марихуаны в Северной Мексике. По окончании операции его убили, что привело к расследованию коррупции в рядах мексиканского правительства.

## В ролях
| Актёр             | Роль                  |
| ----------------- | --------------------- |
| Стивен Бауэр      | Энрике Камарена       |
| Мигель Феррер     | Тони Рива             |
| Бенисио Дель Торо | Рафаэль Каро Куинтеро |
| Трит Уильямс      | Рэй Карсон            |
| Крэйг Т. Нельсон  | Харли Стейнмец        |
| Томас Милиан      | Флорентино Вентура    |
| Тони Плана        | Павон Рейес           |
| Элизабет Пенья    | Мика Камарене         |

## Отзывы
В рецензии журнала The New York Times Джон О’Коннор написал: «Не удивительно, что эти аморальные предприниматели получились в сериале очень сочными, особенно ярко выглядит Бенисио Дель Торо в роли неграмотного и молодого Рафаэлья Каро Куинтеро».

## Выход на DVD
Три эпизода общей продолжительностью 4 часа были урезаны до одного эпизода в 130 мин.

## Награды и номинации
Награды:
- Премия «Эмми» за лучший мини-сериал или фильм[2].

Номинации:
- Премия «Эмми» за лучший монтаж звука в мини-сериале или специальном выпуске[2].
- Премия «Золотой глобус» за лучшую мужскую роль — мини-сериал или телефильм — актёр Стивен Бауэр за роль Энрике Камарены[3].